# Tornedalingar
Tornedalingar (meänkieli: tornionlaaksolaiset) är en nationell minoritet i Sverige, främst bosatta i Tornedalen.
Innan riksgränsen mellan Sverige och Finland drogs 1809 genom Torne och Muonioälven var Tornedalen ett flerspråkigt och mångkulturellt område där finska och samiska var de dominerande språken. Finskan och en relativt enhetlig kultur dominerade dock i den nedre delen av Torne älvdal.
Tornedalingarna blev en av Sveriges officiellt erkända nationella minoriteter 1999 när riksdagen antog regeringens proposition (1998/99:143) Nationella minoriteter i Sverige och därmed ratificerade Europarådets Ramkonvention om skydd för nationella minoriteter.

## Definitioner och alternativa benämningar
Vem som är tornedaling kan definieras på olika sätt. En geografisk definition är befolkningen längs Torne älv. Många i Torne älvs övre lopp kallar sig dock inte tornedalingar, medan å andra sidan förekommer det att många i exempelvis Kalix älvdal norr om Hoppet (ort vid gränsen mellan Överkalix och Pajala kommuner) gör det.
En annan definition är den finsktalande befolkningen (och de personer som uppfattar sig som etniska tornedalingar) på svenska sidan av Torne, Muonio- och Könkämä älvar, det vill säga i Kiruna, Pajala, Övertorneå, Haparanda och Gällivare kommuner. Men åtskilliga i Malmfälten kallar sig inte för tornedalingar utan oftare malmfältsbor. I Kiruna kommun finns det ett antal individer som kallar sig för lantalaiset eller kväner på svenska. (Lantalainen torde ha varit samernas finskspråkiga beteckning på dem som idkade jordbruk och möjligen även hade renskötsel som en bisyssla, eller som överlät skötseln av de egna renarna till professionella renskötare.)
Termer som 'meänmaalaiset' (bokstavligen 'folk i vårt land'), 'meikäläiset' ('folk som vi) och kväner (kvääni/kveeni) används inhemskt för att referera till tornedalingar som helhet, även om det inte finns någon konsensus om användning av termerna.
Historiskt har termen finnar använts för att beteckna alla tornedalingar. Medan en del tornedalingar ibland använder termen 'finska', särskilt i sammanhang där det antyds att de är tornedalingar, kan benämningen ses som stötande för vissa. I en historisk kontext kan fortfarande termerna ’finne'/'finsk' användas. De svenska termerna 'byfinne' (pl. 'byfinnar') och 'lappfinne' (pl. 'lappfinnar') har historiskt använts för att beskriva den meänkielitalande befolkningen i Gällivareområdet. Medan termen 'lappfinne' har fallit ur bruk, är termen 'byfinne' fortfarande utbredd.
Självbeteckningen på meänkieli bland många invånare i nedre Tornedalen är tornionlaaksolainen ’tornedaling’. I finska Tornedalen förekommer även termen lappalainen för den befolkning som inte är samer och som bor i finska Lappland (där finska Tornedalen ingår); en annan benämning är peräpohjolaiset (nordbottningar) för befolkningen i området Nordbotten (finska: Peräpohjola), som omfattar en stor del av finska Tornedalen. Den finska beteckningen för svenska tornedalingar är länsipohjalaiset (västbottningar). Tornedalsfinnar, som svenska staten tidigare benämnde den finsktalande befolkningen i Tornedalen, är en obsolet term, liksom norrbottensfinnar.

## Språk
Meänkieli, eller tornedalska, är det språk eller dialekt som talas av tornedalingar. Medan meänkieli är erkänt i Sverige som ett av de landets fem minoritetsspråk, är dess status som ett självständigt språk ibland ifrågasatt på grund av dess höga ömsesidiga förståelighet med finska. Men meänkieli har status som språk för att det är en finska som inte pratas i Finland. Meänkieli tillhör den österjöfinska gruppen inom den uraliska språkfamiljen.
Många tornedalingar talar både svenska, meänkieli och finska, somliga även nordsamiska. Språkligt dominerar svenskan numera kraftigt i svenska Tornedalen, särskilt i Gällivare och Kiruna kommuner där svenskan fick starkt fäste med inflyttade gruvarbetare som hade svenska som modersmål. Även Haparanda, på grund av den statliga och kommunala förvaltning som placerades där, upplevde en stor inflyttning av svenskspråkiga söderifrån.
Trots ett allt starkare assimilationstryck och ren försvenskningspolitik från slutet av 1800-talet till långt in på 1900-talet har finskan levt kvar i Tornedalen. En bidragande orsak är givetvis närheten till Finland och de täta kontakterna med befolkningen på andra sidan Torne älv. En särskilt viktig orsak till språkets överlevnad är att det alltid förekommit så kallade tvärgiften, där framför allt kvinnor från Finland flyttat västerut över älven.
Det är i hög utsträckning personer över 40 år som talar mer utpräglad meänkieli, medan övriga yngre vuxna och ungdomar talar svenska och har i viss mån passiva färdigheter i meänkieli. Yngre personer i svenska Tornedalen som kan finska, talar en variant som anses vara mer lik standardfinska, påverkad av det skriftspråk de lärt sig, och finsk radio och TV, som kan tas emot i Tornedalen. Meänkieli har en svag ställning i svensk skola och svenska medier och varierande stöd bland befolkningen i språkområdet. En studie visar att intresset för att tala och lära sig standardfinska i skolan eller i modersmålsundervisningen är starkt även bland dem som är kunniga i meänkieli. Några talare anser meänkieli vara en mindre intressant variant av finska och att standardfinska vore mer användbart som undervisningsspråk.
Tornedalsfinskan eller meänkieli betecknades tidigare främst som en finsk dialekt, men erkändes 2000 som officiellt minoritetsspråk i Sverige. År 2000 ratificerade regeringen Europeisk stadga om landsdels- eller minoritetsspråk vilket innebar att samiska, finska och meänkieli blev regionala minoritetsspråk och att romani chib och jiddish blev territoriellt obundna minoritetsspråk.

## Religion och tro

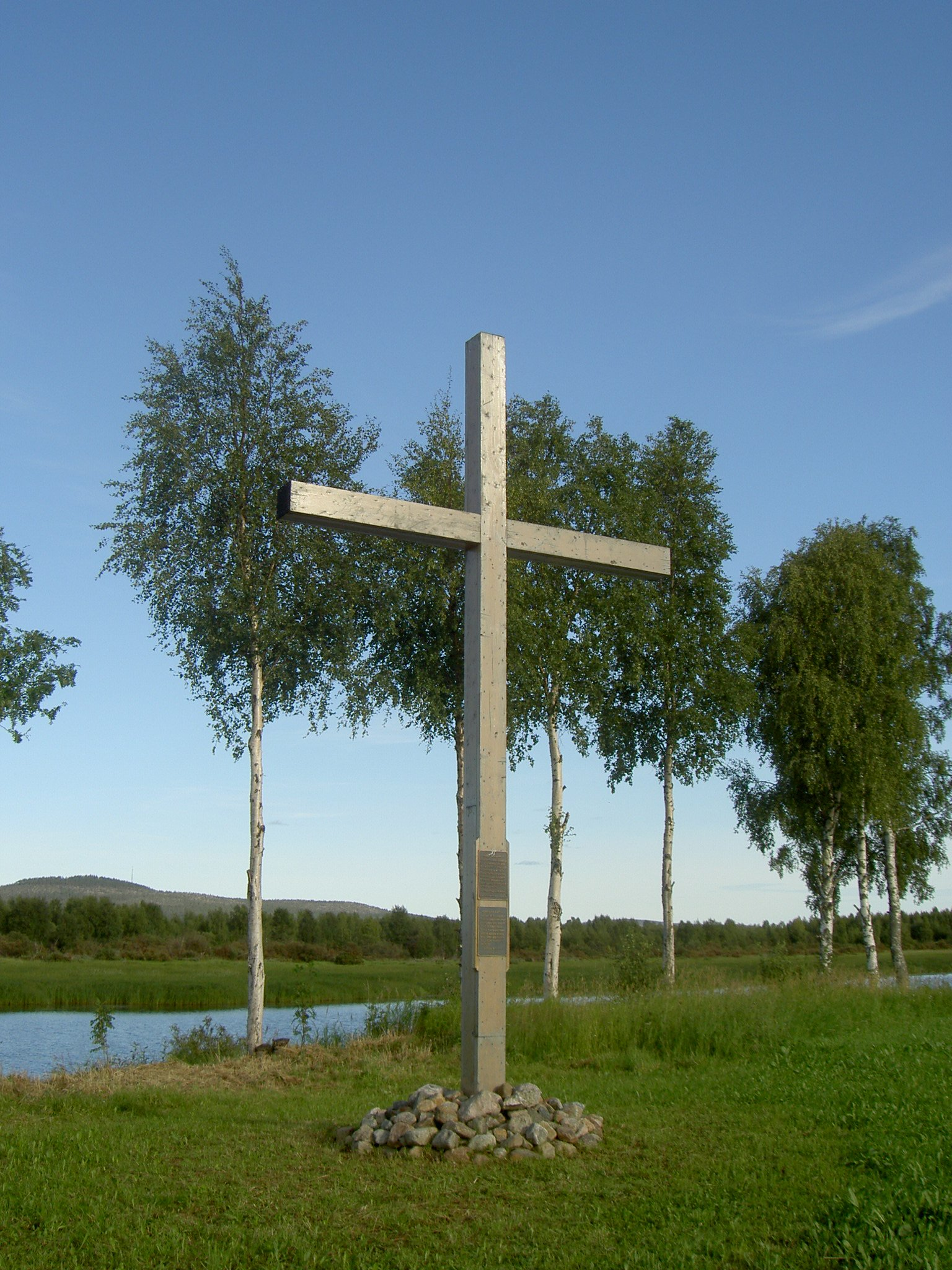
Kors till minne av den gamla Särkilaksi (Särkilax) kyrka, som först restes i slutet av 1400-talet, och som förstördes vid islossningen 1615.

Kristendomen fick först ett ordentligt fotfäste i regionen på 1400-talet och på 1600-talet hade den kommit att bli den dominerande religionen, som till stor del ersatte tidigare hednisk tro. Men många hedniska trosuppfattningar levde fortfarande kvar långt senare. Jopmel/Jobmel var en nyckelfigur i tornedalsk tro, tillsammans med figurer som Hiisi, Perhana, Veen neiti, Jatuni och andra. Enligt traditionell tro är en 'saivo' en speciell sorts helig "dubbelbottnad" sjö som kan fungera som en portal till de dödas land. Jänkkäsilmä ('myr öga') var ett liknande heligt drag i naturen, som på samma sätt kunde föra en person till det andra livet eller genom tiden.
Ett betydande religiöst skifte skulle komma till Tornedalen i mitten av 1800-talet, när den svenske prästen Lars Levi Læstadius började predika sin tro i området. Även om Læstadius till stor del var svensk, hade han under sin barndom lärt sig samiska (främst lulesamiska som det talas i Kvikkjokk) men hade inga kunskaper i meänkieli när han först kom till området på 1820-talet. Sedan han först hade försökt kommunicera via finskan som han hade lärt sig från en bok, fann han snart att det lokala talet skilde sig ganska mycket från "riktig finska" och bestämde sig därför för att lära sig språket av dem som talade det, resa mellan olika hem och byar och bjuda in folk att prata med honom om teologiska frågor och rätta honom när han gjorde fel i sitt tal. Lars Levi Læstadius fick stor popularitet i Tornedalen, även om särskilt under hans tidigare år hans hängivna tro på nykterhet orsakade problem. När Lars Levi Læstadius dog 1861 tog predikanten Johan Raattamaa upp manteln som andlig ledare för rörelsen. Efter hans död 1899 splittrades rörelsen, även om læstadianismen fortfarande är en viktig del av mycket av det tornedalska samhället. 

## Kultur

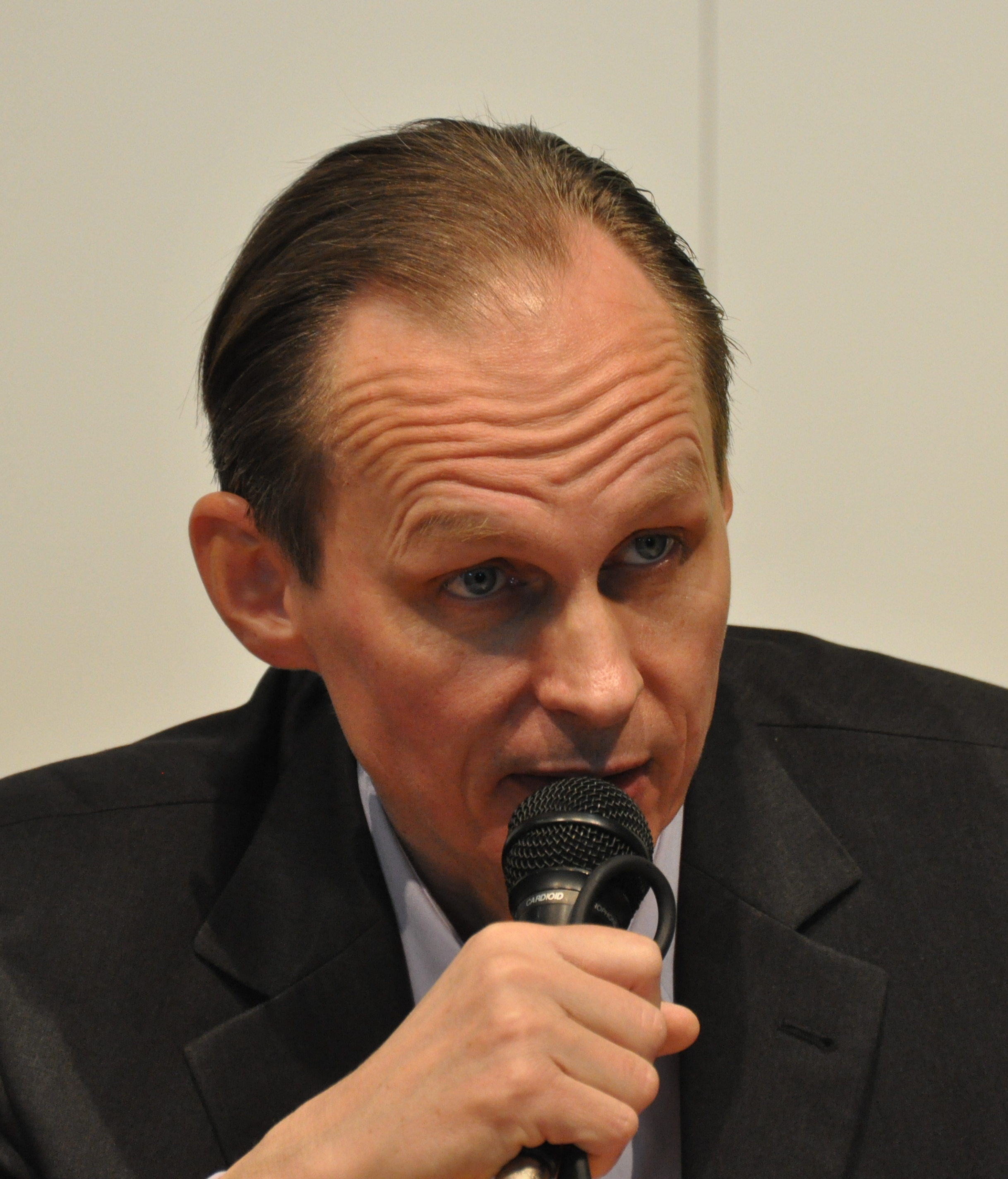
Mikael Niemi

Tornedalingens kultur är flerspråkig och mångkulturell, präglad av såväl samiska som svenska och finska influenser. De samiska, svenska och finska kulturerna är sammanvävda inom flera olika domäner. Det finns en tornedalsk matkultur, byggnadsstil och tornedalska traditioner däribland seden att bada bastu. Den læstadianska väckelserörelsen som växte fram på 1800-talet och som utöver finska har meänkieli som predikospråk har också påverkat den tornedalska kulturen.
Den tornedalska mattraditionen bygger mycket på samisk och västfinsk kultur. Man äter gärna torkat renkött, så kallat torrkött. Kött och fisk steks och kokas. Tidigare var det vanligt med blodrätter såsom blodkorv (pylsy, verimakkara), blodpalt och blodplättar. Kokt färskpotatis med färsk lök och smält smör, dopp i kopp, anses vara en delikatess efter midsommar. Kaffeost (kahvijuusto) i kaffe eller som efterrätt med hjortron är allmänt förekommande.
Tornedalingarna fick uppmärksamhet i media när de språkliga rättigheterna infördes och gruppen blev en erkänd nationell minoritet och genom att framgångsrika författare under senare tid satt Tornedalen på kartan (till och med på världskartan). Författarna Bengt Pohjanen, Bengt Kostenius,  Mona Mörtlund, Mikael Niemi samt åtskilliga andra konstnärer och musiker har skapat föreställningar av de mångkulturella och flerspråkiga tornedalingarna.

### Klädedräkt
Traditionellt var den såkallade långkolten standardplagg bland dem tornedalska männen. Den särskiljer sig från samiska manskolten i att den är mycket längre. Männen bar vanligtvis en sorts toppmössa eller kalott, med band längs sömmarna. Den tornedalska långkolten var typiskt blå, men andra färger fanns även. Kvinnor bar vanligtvis kjortlar och korta jackor, med bindmössa eller huckle som huvudbonad. Päsken kunde man ha på vintern. Förr kunde särskilt förmögna individer även bära traditionella samiska silverbälten. Näbbskon och bällingskon är fortfarande vanligt förekommande i Tornedalen och utgör en stark kulturell symbol.

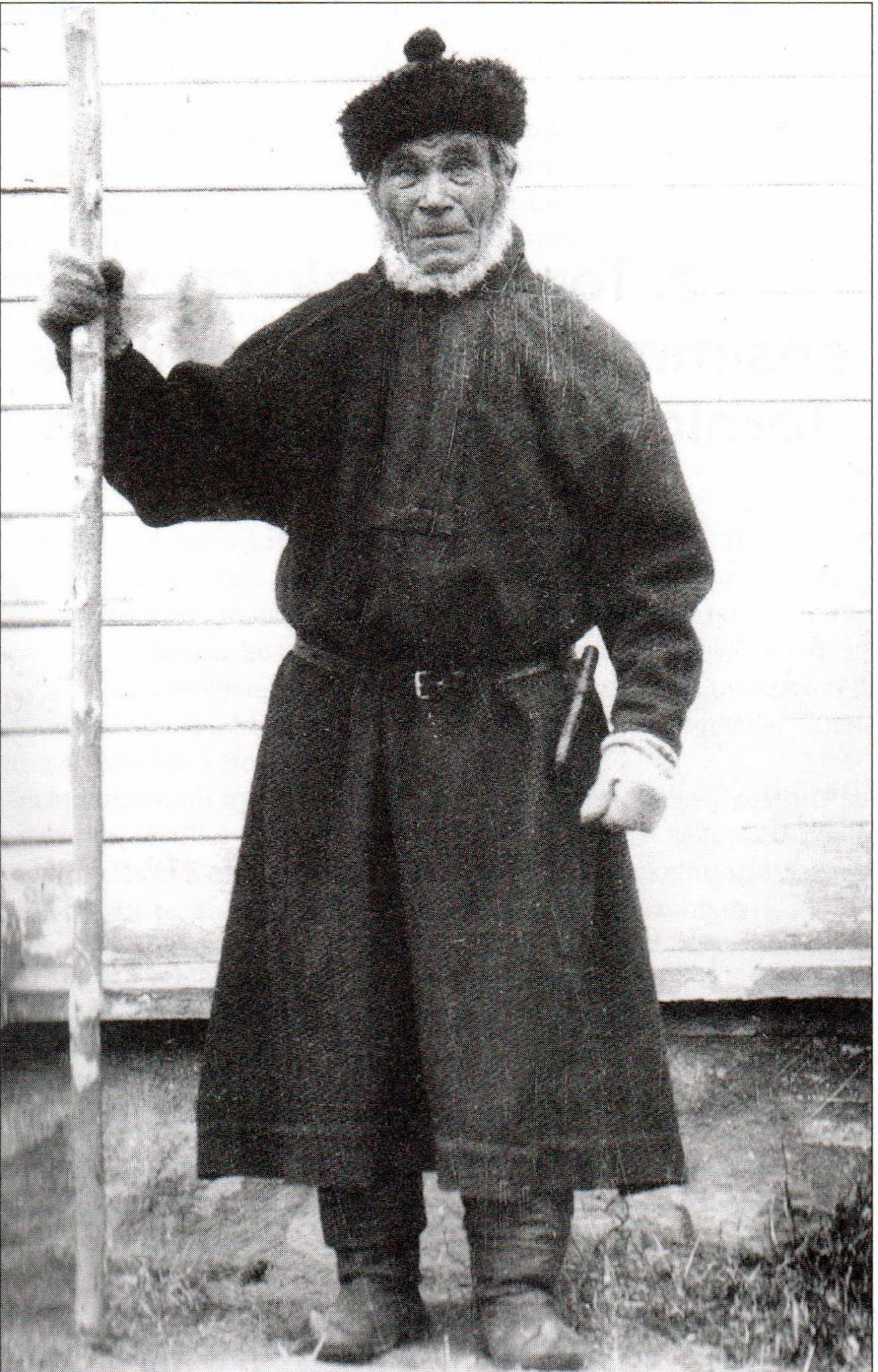
Isak Lompolo Ruokovaara Tano från Kolari iklädd den tornedalska långkolten

Iochmed försvenskningen gick en stor del av det ursprungliga tornedalska modet förlorat.
Dagens kända tornedalsdräkt skapades 1912. Året innan hade idén att skapa en Norrbottensdräkt fått fart och en kommitté hade skapas i Luleå för att verkställa arbetet. I slutändan blev det tre olika varianter: en för Tornedalen, en för Luleområdet och en för Piteområdet. Kiruna antog även Pitedräkten. Kvinnodräkten användes i både skolor och arbetsstugor och blev snabbt väldigt populär. Trots dess svaga grunder i det historiska modet så har tornedalsdräkten fått starkt fäste och räknas numera stolt till det tornedalska kulturarvet. Silver- och tennsmycken är också omtyckta.

## Historia

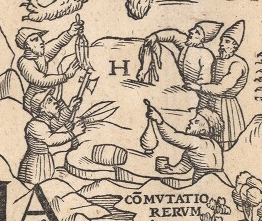
Birkarlar avbildade på Carta Marina (1539)

Tornedalingar är, liksom övriga etniska grupper i Norden, inte lika mycket beskrivna som samerna men namnges stundvis som bottningar av Olaus Magnus och förväxlas ibland med kemisamer. Andra historiska benämningar är termerna kväner och birkarlar.
Den finska bosättningen vid Bottenviken sträckte sig sannolikt så långt som till Pite- och Lule älv på 1100- och 1200-talen, även om den svenska koloniseringen som började på 1300-talet till stor del fördrev och assimilerade dessa befolkningar.
Efter Fredsfördraget i Fredrikshamn mellan Sverige och Ryssland 1809 överläts alla svenska länder öster om Torne, Muonio och Könkämä älvar till Ryssland som Storfurstendömet Finland. Som ett resultat av det var de finsktalande samhällena på den västra sidan nu officiellt separerade från de på östra sidan av gränsen, vilket senare också ledde till divergens mellan dialekten och språket, som kallas meänkieli. Den nu delade regionen fortsatte att vara kulturellt homogen och gränsen hade liten inverkan på människors vardag under en tid efteråt.
Tornedalingar var måltavlor för omfattande så kallad "rasbiologi" och försvenskningspolitik. Under 1800-talets plundring av många tornedalska och samiska gravar spelade prästerskapet ofta en stor roll. Lars Levi Læstadius deltog själv i processen att plundra gravar. År 1888 blev svenska det enda språket som skulle användas och undervisas i skolor.
Efter 1902 års hungersnöd i Norrbotten etablerades så kallade arbetsstugor i Norrbotten som en sorts internatskolor, där barnen från glesbygden kunde förses med mat, logi och utbildning, oavsett vilket arbete föräldrarna hade.. Målet var att med våld assimilera tornedalska barn och övergreppen var skenande. I början till mitten av 1900-talet utförde Herman Lundborg och andra från Statens institut för rasbiologi mätningar av tornedalingars skallar, varvid Lundborg utförde de första mätningarna 1913. Kroppsmätningar i den vetenskapliga rasismens namn genomfördes så sent som 1950-talet. Förbudet att tala meänkieli i skolan upphävdes av riksdagen 1957.
Tornedalingarna har historiskt försörjt sig med hjälp av blandekonomi, som boskapsskötsel där bland annat renskötsel ingått, jakt, fiske och handel. Vissa tornedalingar är ägare av jordbruksfastigheter i området för koncessionsrenskötsel och äger så kallade skötesrenar (utom i Kalix sameby), det vill säga renar som sköts av renskötande samer. När samerna fick ensamrätt på renskötsel kunde dessa tornedalingar (på grund av sin etnicitet) inte sköta sina egna renar, utan får betala skötselavgift till samebyn de tillhör.
År 2000 trädde en ny lag i kraft som erkände tornedalingarna som en officiell nationell minoritet och meänkieli som ett officiellt minoritetsspråk. En sannings- och försoningskommission om historisk diskriminering av befolkningen tillsattes 2020 och den publicerade sin slutrapport den 15 maj 2023. Både 2020 och 2023 har STR-T, Svenska Tornedalingars Riksförbund, krävt att den svenska regeringen ska utreda deras status som urbefolkning i enlighet med ILO 169, även om den svenska regeringen båda gångerna har nekat att göra det.